# Russula virescens
Russula virescens din încrengătura Basidiomycota, în familia Russulaceae și de genul Russula, denumită în popor oiță, vinețică pestriță sau hubuliță verde, este o  specie de ciuperci comestibile care coabitează, fiind un simbiont micoriza (formează micorize pe rădăcinile arborilor). Ea se poate găsi în România, Basarabia și Bucovina de Nord oriunde pe sol, izolată sau în grupuri mai mici, în păduri de foioase, ocazional și în acele de conifere, dar de asemenea în iarbă sau prin crânguri. Buretele, care se dezvoltă din începutul lui iunie până în octombrie, crește în câmpie și la deal, dar mai rar în munți.

## Taxonomie
Primul care a descris acest burete a fost savantul german Jacob Christian Schäffer în volumul 4 al lucrării sale Fungorum qui in Bavaria et Palatinatu circa Ratisbonam nascuntur icones, nativis coloribus expressae din 1774. În anul 1836, faimosul Elias Magnus Fries a redenumit specia în cartea sa Anteckningar öfver de i Sverige växande ätliga Svampar, dând-ui numele până astăzi valabil: Russula virescens. S-au mai făcut încercări de redenumire care însă pot fi neglijate.
Taxonul Russula viridirubrolimbata, dat de  micologul chinez Yan-Tse Ying, (1983) precum altul, Russula erythrocephala Hongo, propus de micologul japonez Nihon Kingakkai Nyusu, n-au fost acceptate ca sinonim.

## Descriere

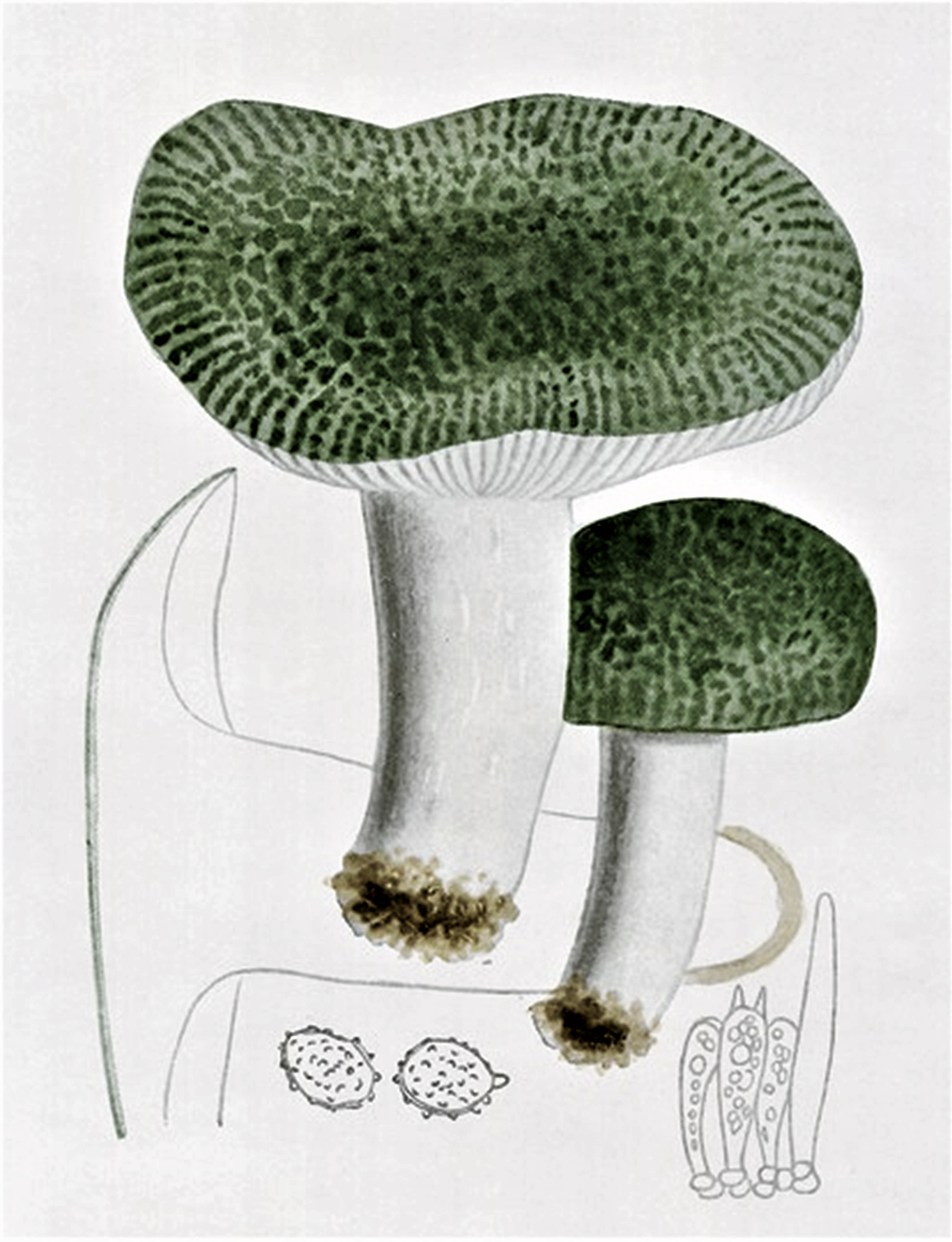
Bres.: Russula virescens

- Pălăria: este de mărime medie pentru ciuperci plin dezvoltate cu un diametru de aproximativ 6-15 cm, cărnoasă, inițial semisferică cu marginea răsfrântă spre picior, apoi boltită, în sfârșit plată, adâncită la centru și neregulat cocoșată. Cuticula, care se separă ușor de carne, este netedă, apoi striată și zimțată, crăpând pe secete. Coloritul este  galben-verzui până cenușiu-verzui. După o crăpătură, carnea este albă subt plăcile verzuie.
- Lamelele: sunt foarte dense, mai mult sau mai puțin bifurcate, cu câteva lamele intermediare, aproape libere, sfărâmicioase și țăndărind. Coloritul este alb până la crem palid, adesea pătat maroniu sau roșiatic.
- Piciorul: are o înălțime de 3-9 cm și o lățime de 2-5,5 cm, este cilindric sau îngroșat neregulat, brumat și brăzdat, fiind în tinerețe tare precum spongios la maturitate. Tija este albicioasă, ocazional cu pete mici maronii.
- Carnea: este foarte compactă, de mare densitate și greutate evidentă, sfărâmicioasă, fiind albă și decolorându-se câteodată după tăiere slab maroniu-roșiatic. Mirosul este plăcut, aproape imperceptibil și gustul savuros de nuci.
- Caracteristici microscopice: are spori hialini (translucizi), elipsoidali până rotunjori, neregulați și verucoși având o mărime de 5,6-9,7 x 5,2-7,5 microni. Pulberea este albicioasă, aproape crem.[3][4]
- Reacții chimice:Buretele se decolorează cu fenol maroniu, cu naftolul α violet, cu rezorcină după câtva timp ușor ruginiu nedevenind negru, cu sulfat de fier slab portocaliu și cu sulfovanilină albastru-verzui.[8]

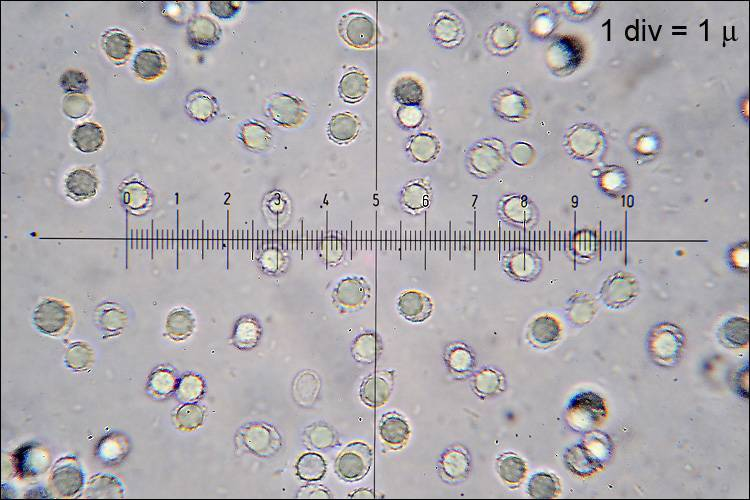
Oiță, spori
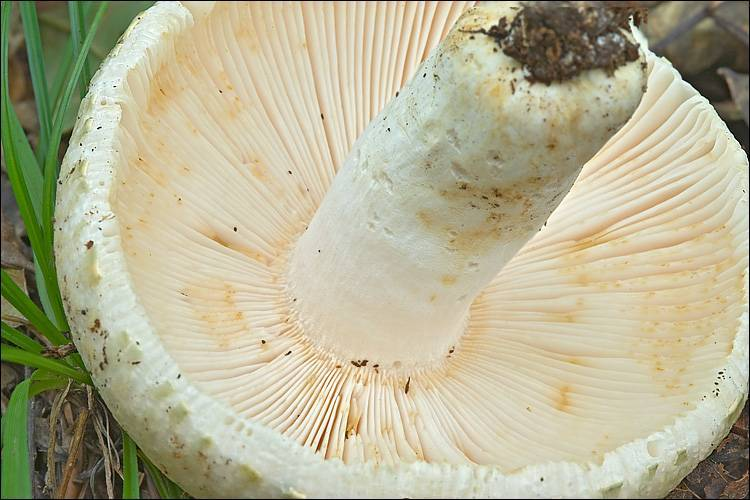
Oiță, lamele
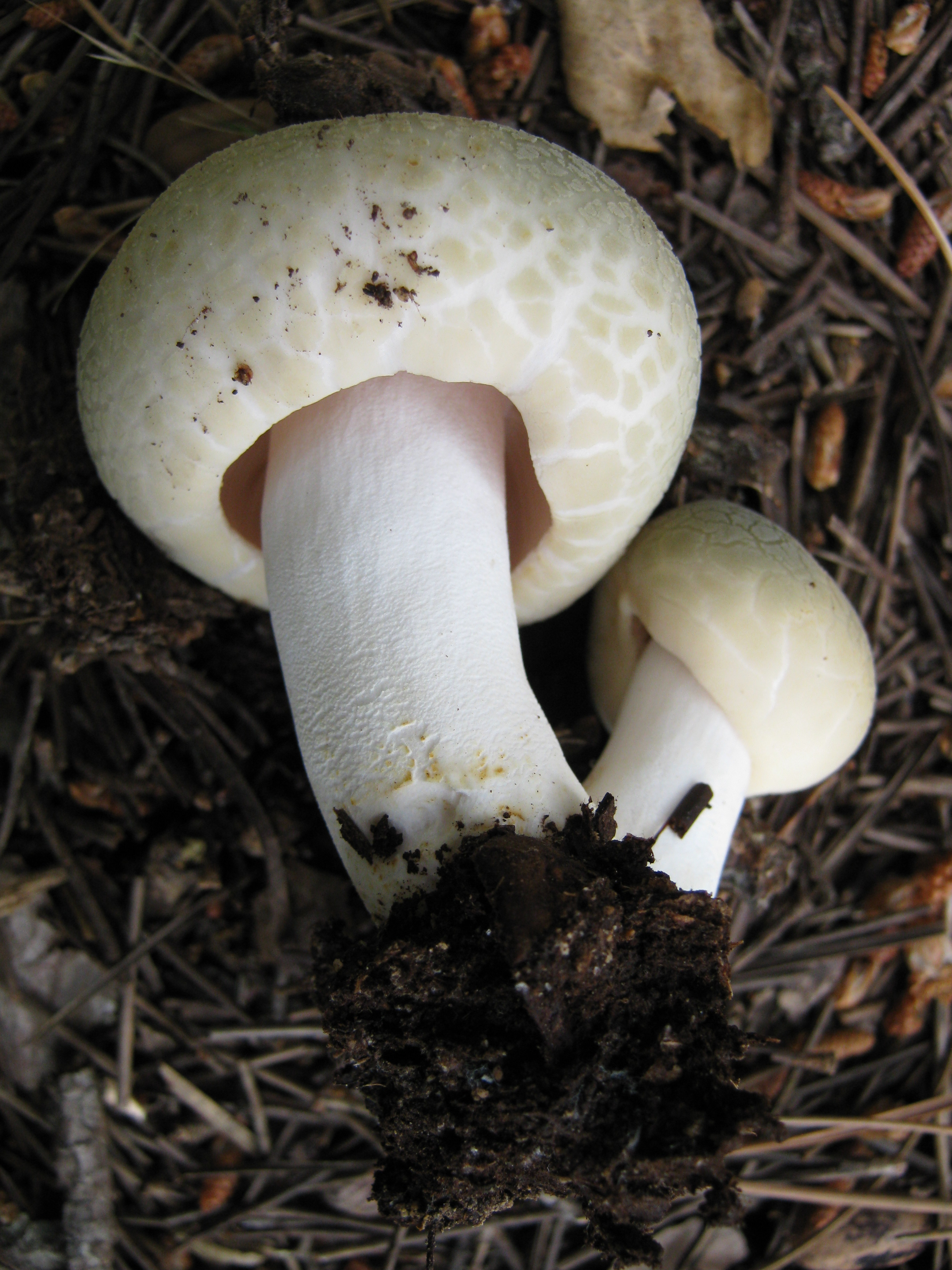
Oițe tinere
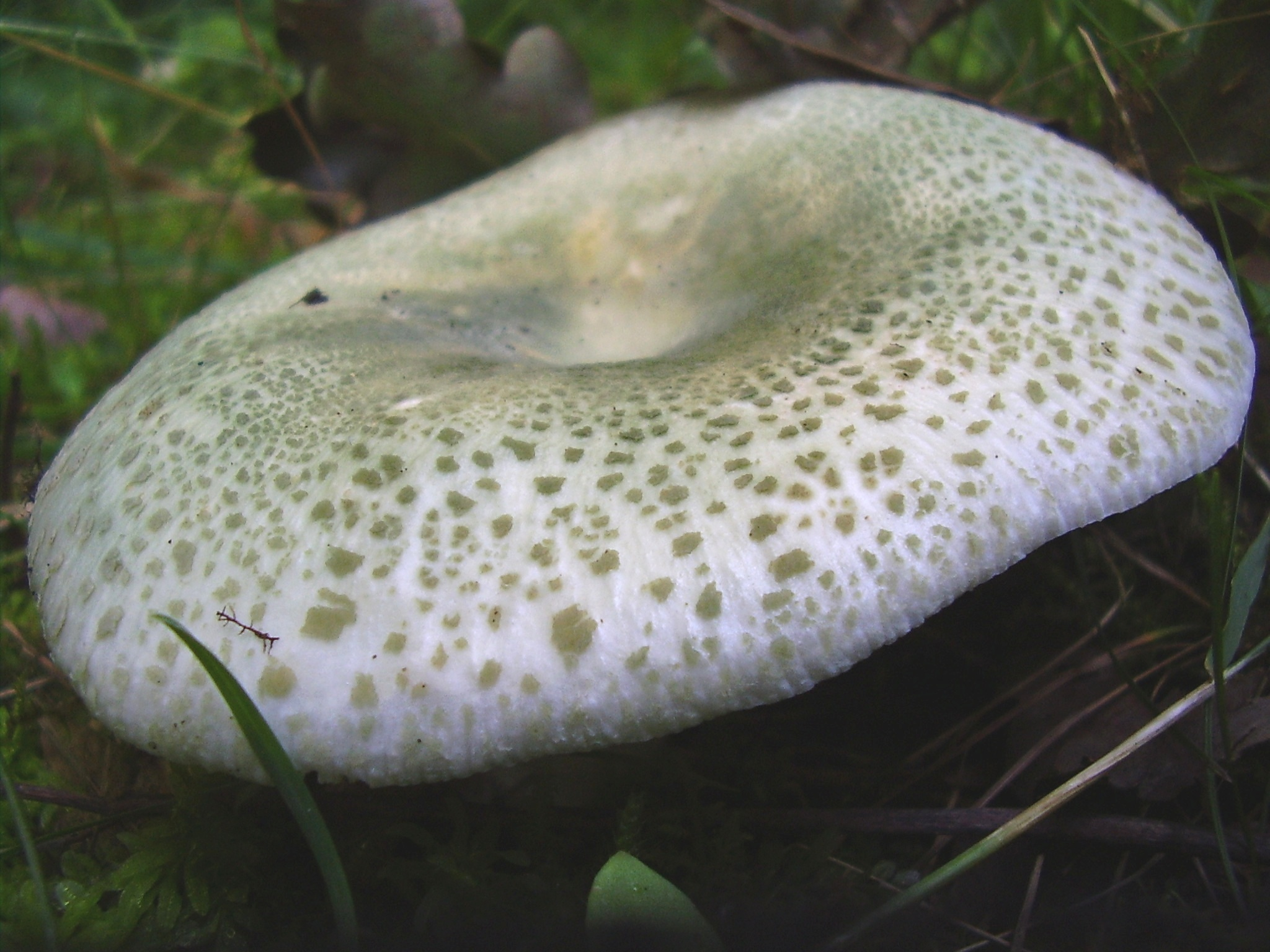
Oiță cu crăpături
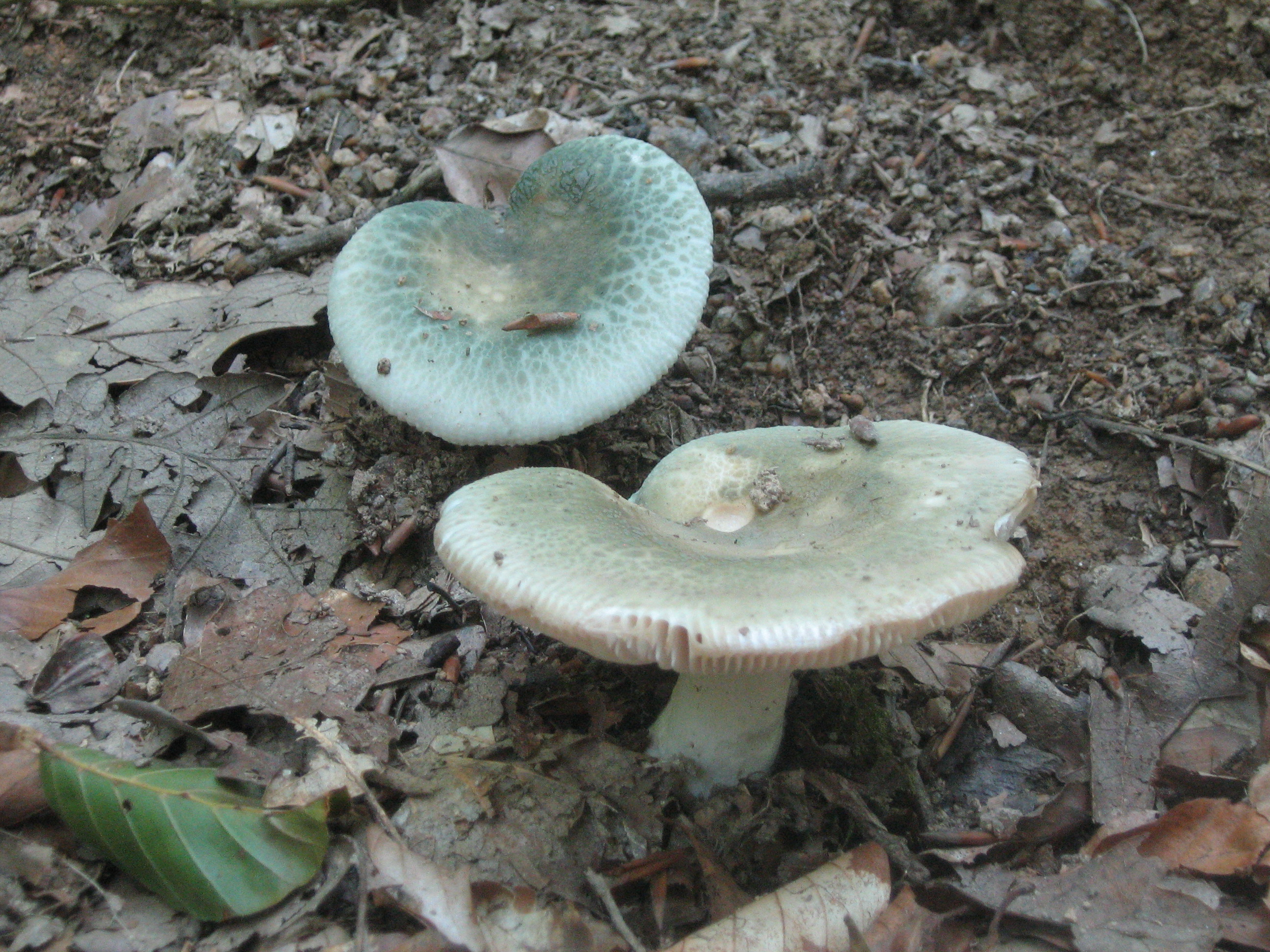
Oițe mature

## Confuzii
Buretele poate fi confundat cu alte specii ale genului Russula, de exemplu cu comestibilele Russula aeruginea, Russula heterophylla, Russula nauseosa, Russula nigricans, Russula olivacea, Russula stenotricha, sau cu tot nerecomandata Amanita citrina , și cu periculosul Tricholoma equestre sin. Tricholoma flavovirens (lamele galbene) sau în stadiu tânăr chiar și cu mortala Amanita phalloides. Toate ciupercile din genul Amanita au manșetă, bulb și volvă.

## Specii asemănătoare în imagini

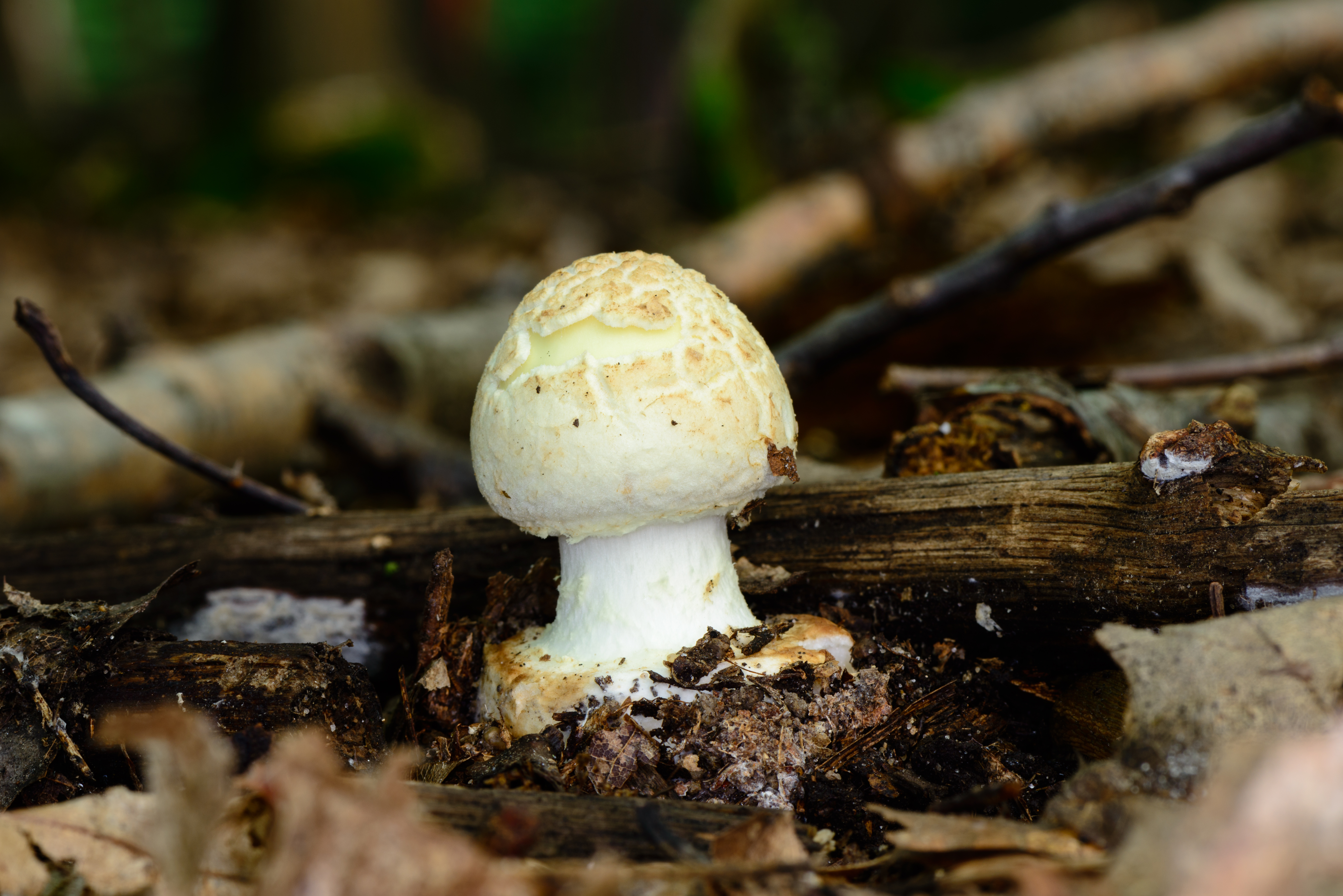
Amanita citrina
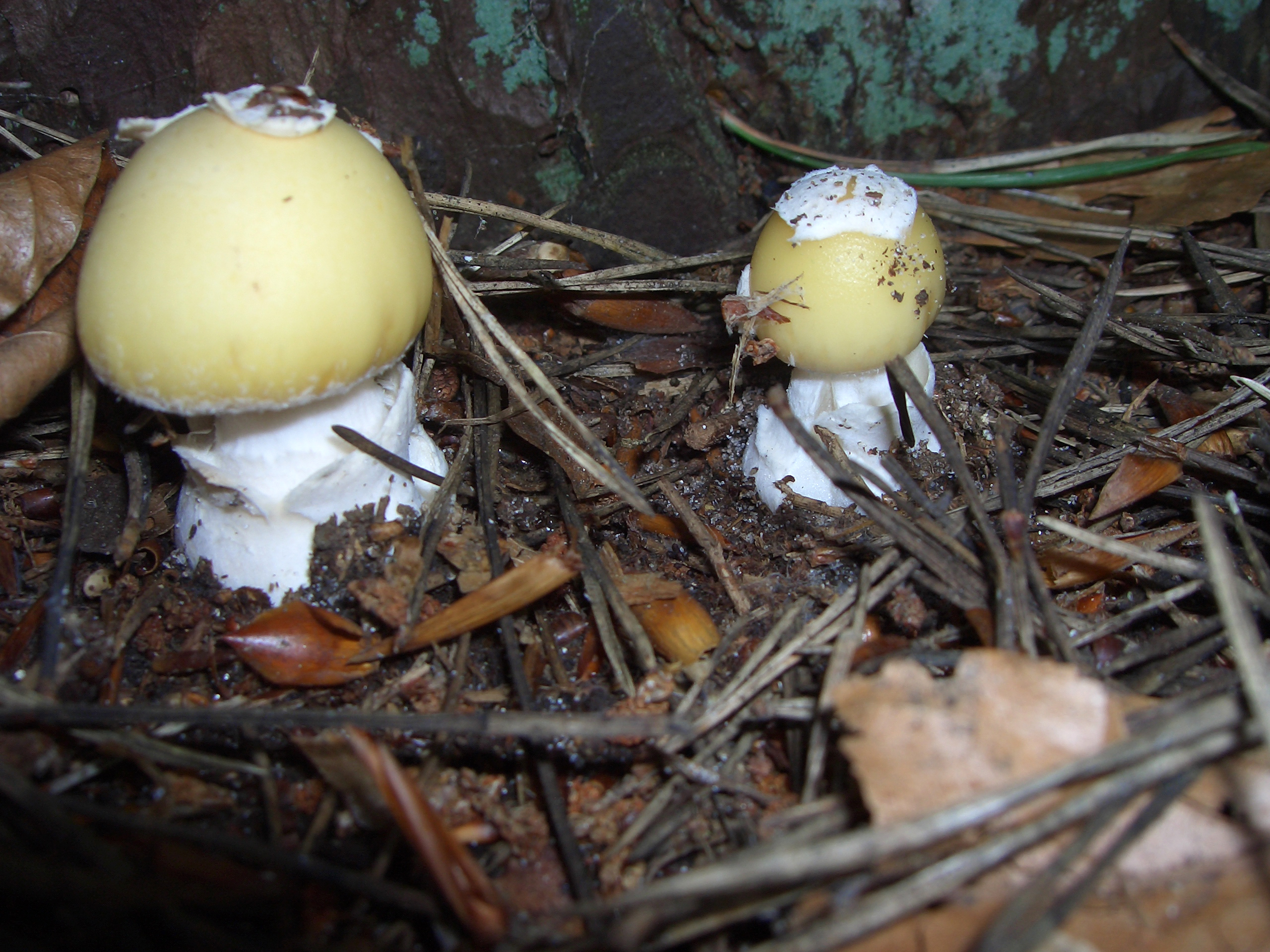
!!!Amanita-phalloides!!!
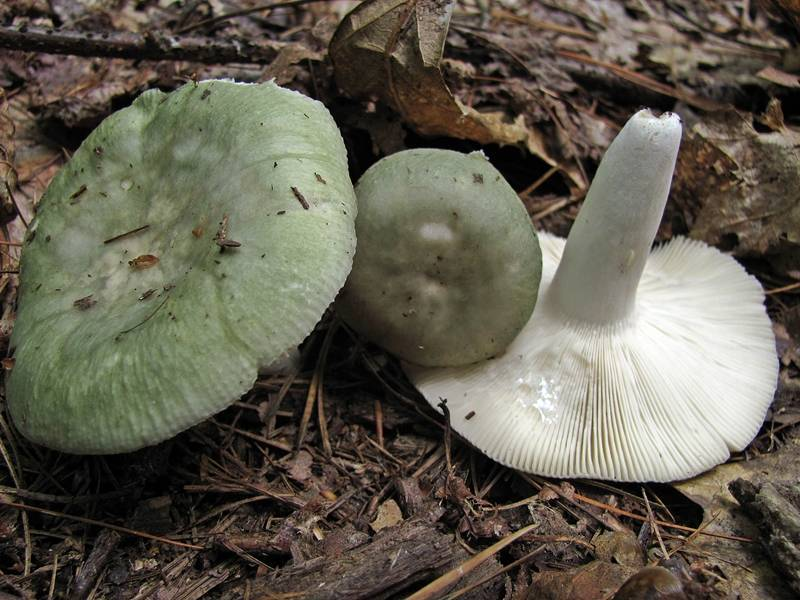
Russula aeruginea
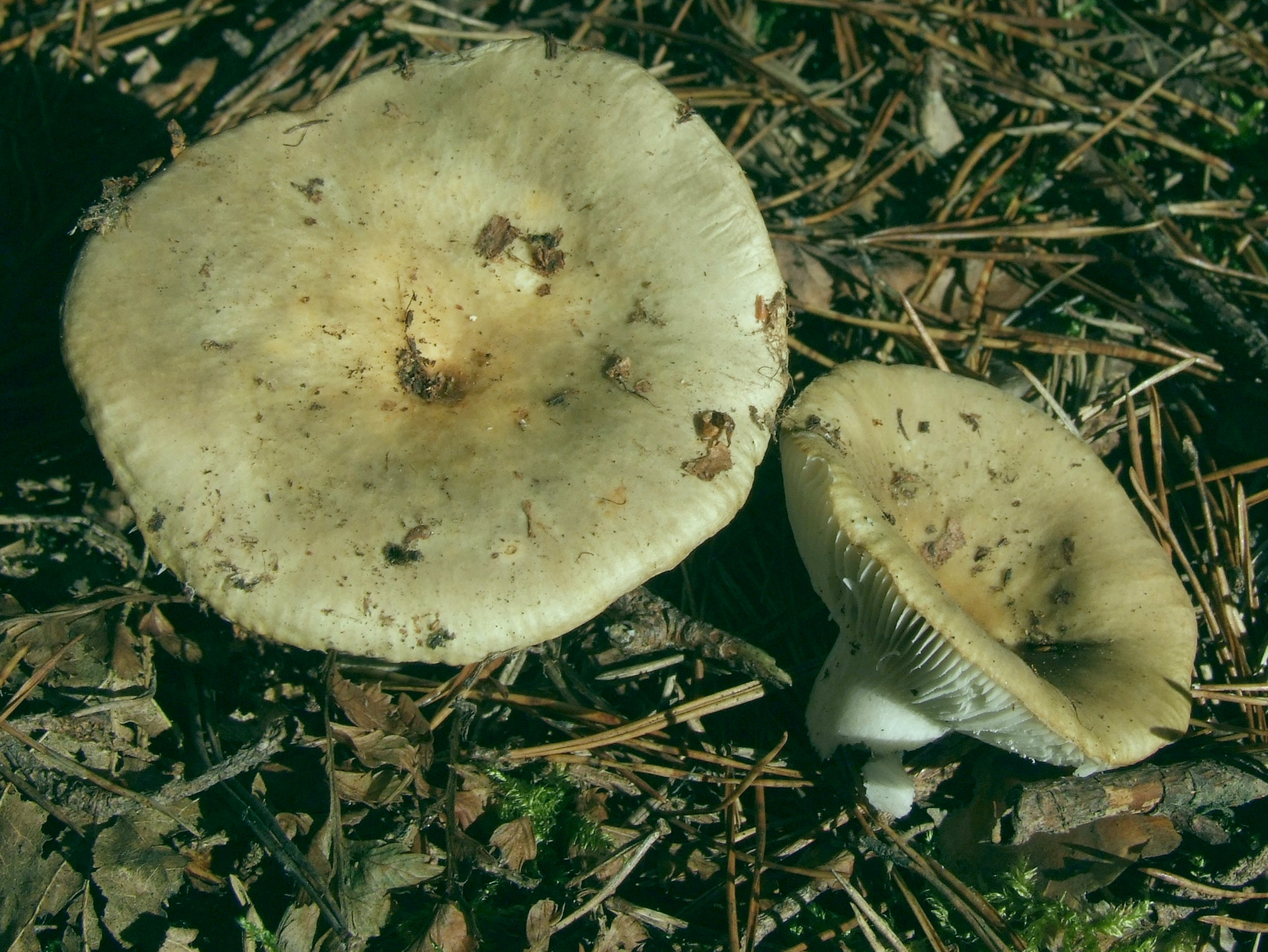
Russula heterophylla
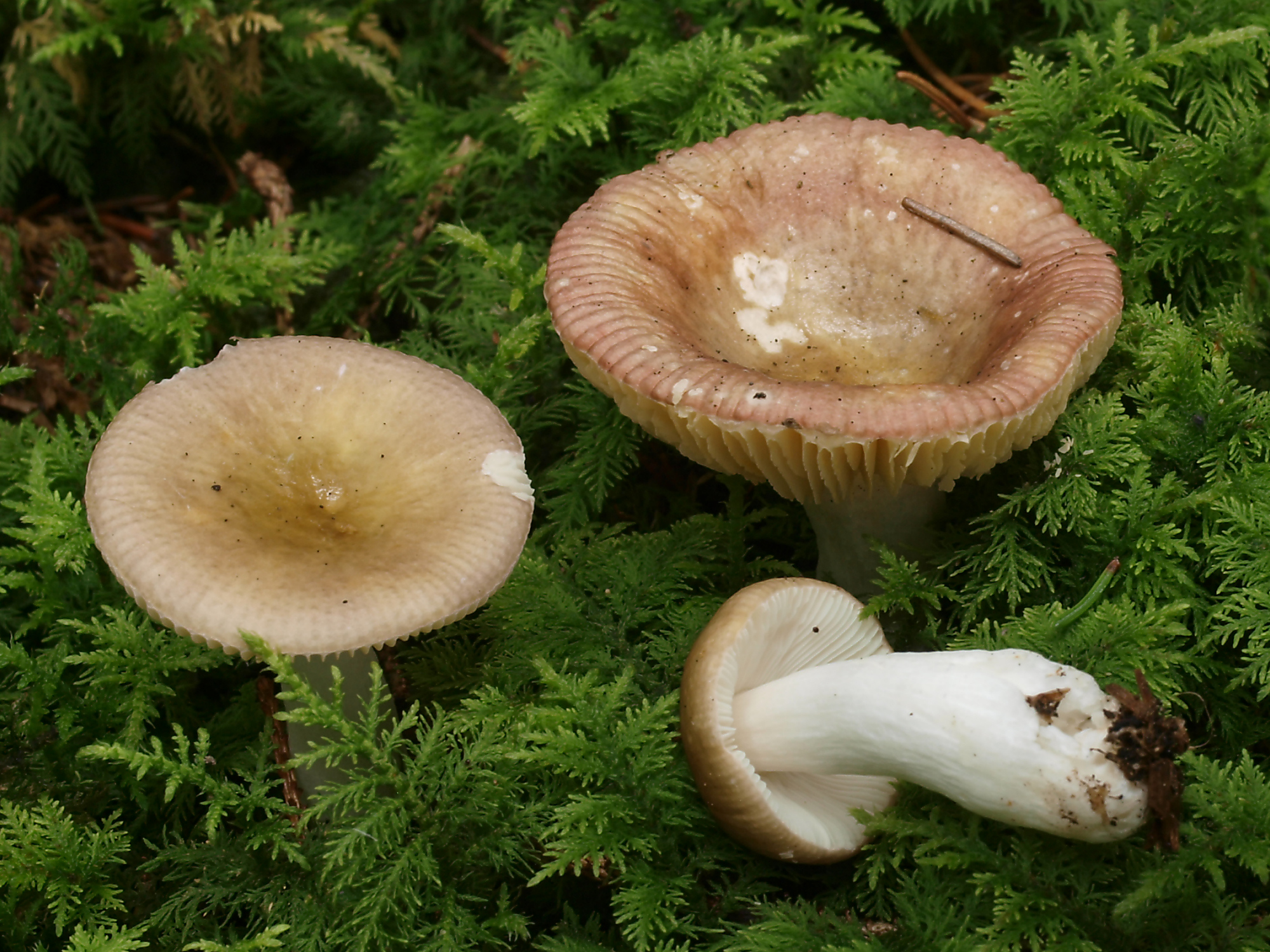
Russula nauseosa
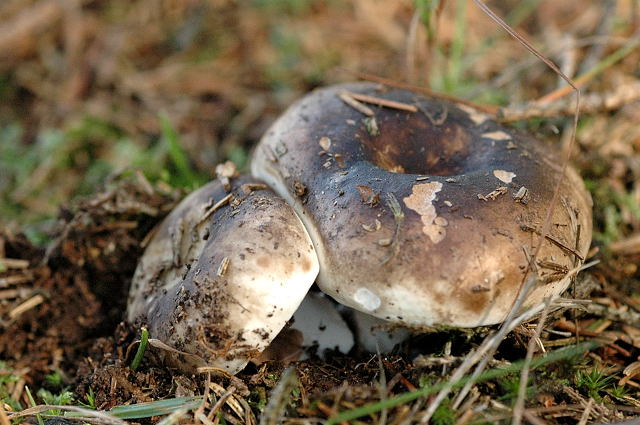
Russula.nigricans
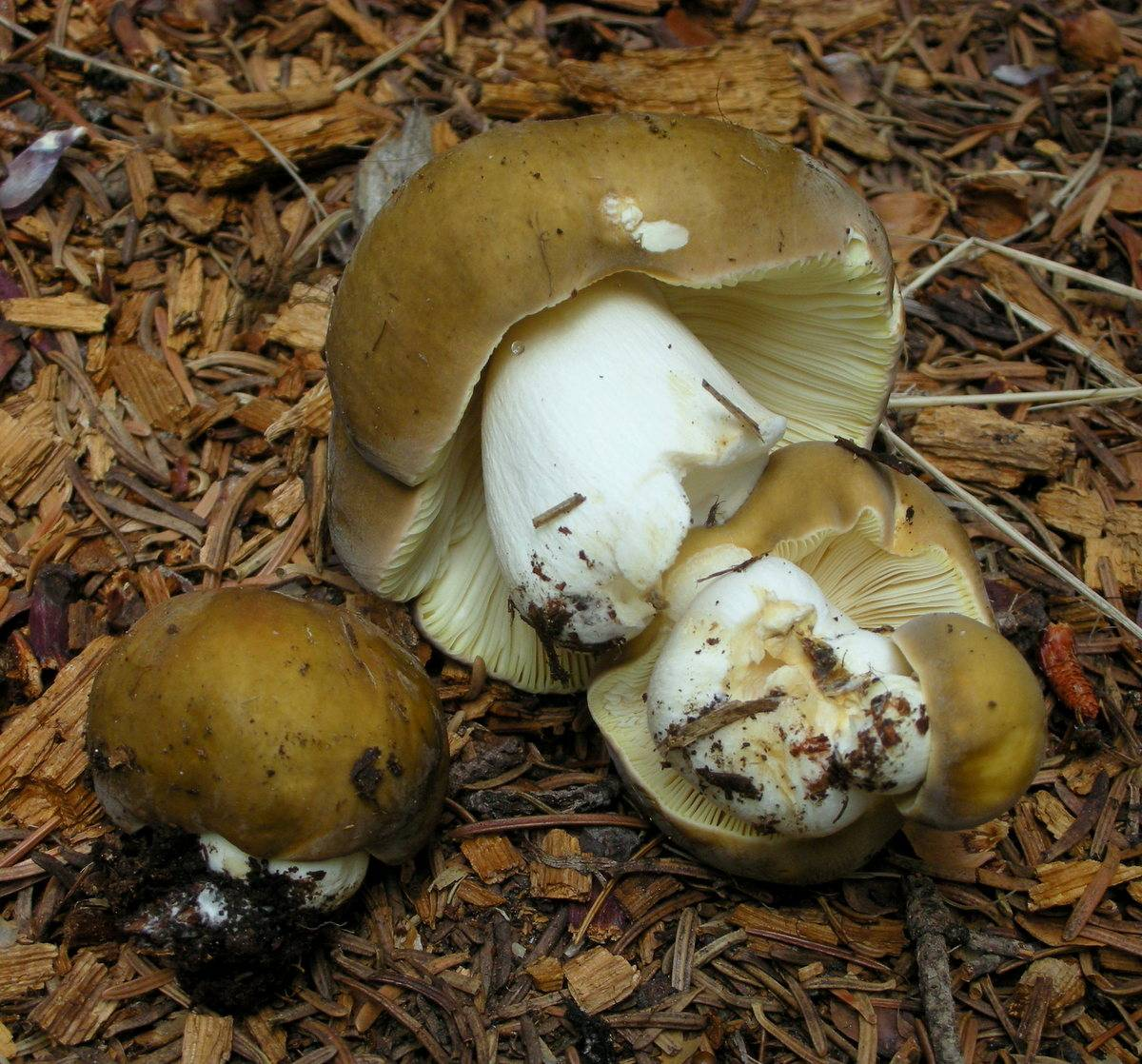
Russula olivacea
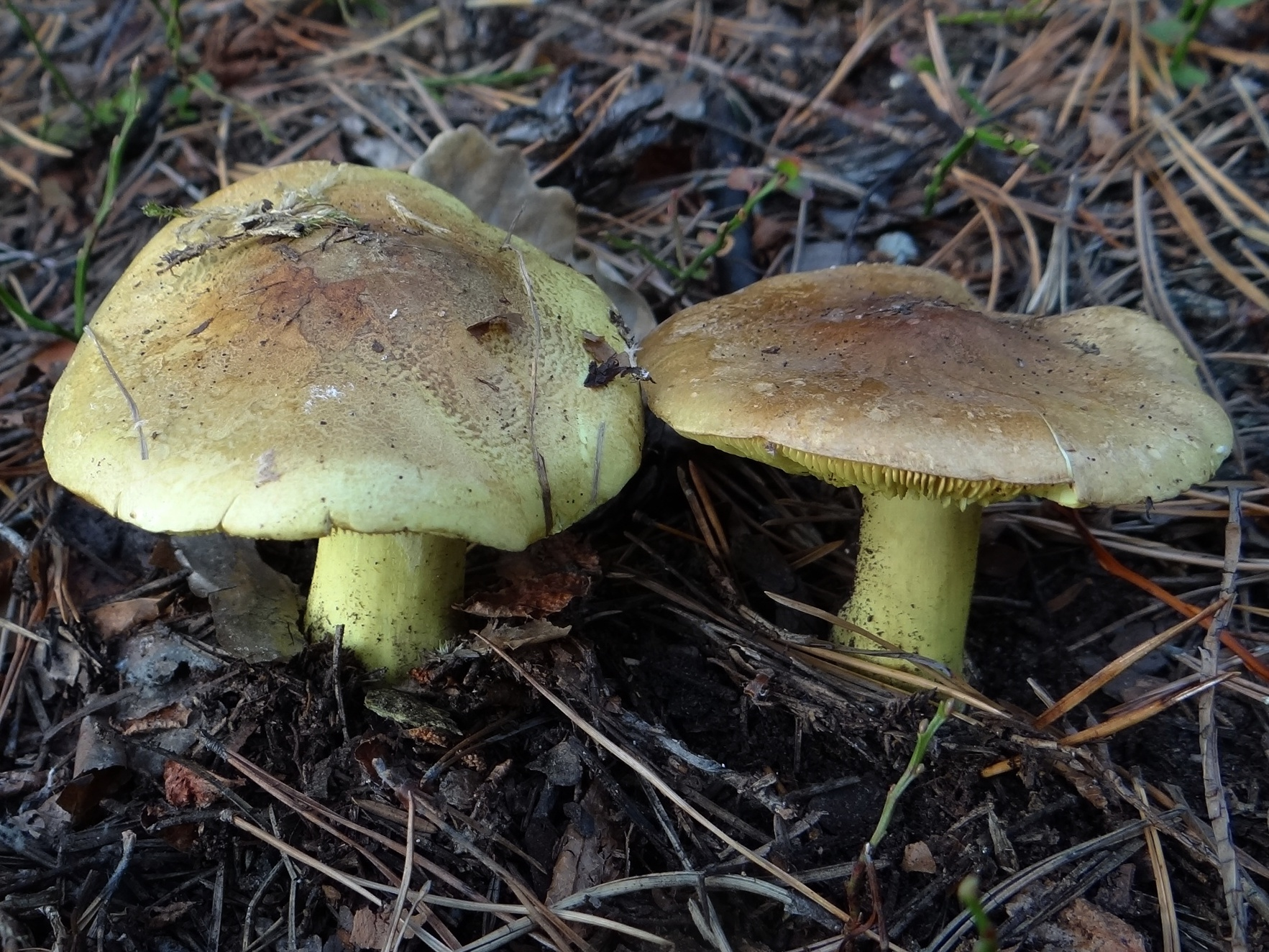
!!!Tricholoma equestre!!!

## Valorificare

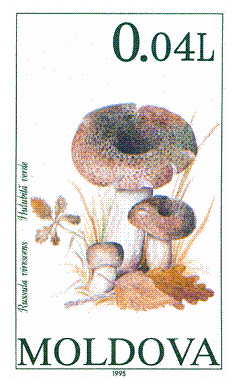
R. Moldova, oiță

Această vinețică este, pricinuit cârnii foarte dense și compacte precum gustului excepțional, una din cele mai mult căutate ciuperci care sunt preparate cu predilecție. Ea poate fi mâncată cel mai bine tânără, tăiată fin și crudă, într-o salată cu maioneză, hrean, verdețuri sau cu hrean și frișcă precum pe mod ardelean, friptă, cu cepe, boia ardei, smântână și pătrunjel tocat. Oița poate fi pregătită de asemenea la grătar cu  de exemplu unt „à la maître d'hôtel”, dar de asemenea  numai tăiată în felii groase și unsă cu ulei. Ciuperca se poate usca sau conserva în oțet sau ulei.